# شبكة غذائية

توضيح سلسلة شبكة غذائية

الشبكة الغذائية هي عبارة عن تداخل مجموعة من السلاسل الغذائية وتمثل جميع العلاقات الغذائية بين الكائنات الحية المختلفة، إذ تفقد الطاقة كلما ارتفعنا في مستويات السلسلة الغذائية إلى الأعلى بسبب استهلاك الكائنات الحية الجزء الأكبر من أي غذاء تحصل عليه، وتنتقل الطاقة إلى البيئة المحيطة على شكل طاقة حرارية.
وتؤثر التغيرات في أعداد المفترسات العليا على الشبكة الغذائية بأكملها، مما يؤدي إلى ظاهرة تُعرف بـالشلال الغذائي التي تبرز أثر المفترسات على مستويات الغذاء الأدنى.